# Foead Shehab

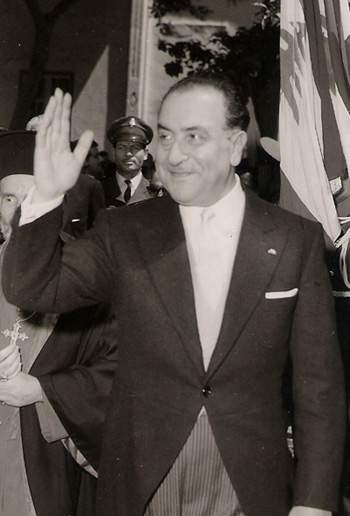
Foead Shehab

Foead Abdallah Shehab (Arabisch: فؤاد شهاب) (Ghazir, 19 maart 1902 - Beiroet, 25 april 1973) was een Libanees generaal en president.

## Militaire carrière
Hij werd in een Maronitisch-christelijke prinselijke familie geboren en stamde af van emir Bashir Shehab II. Hij sloot zich na de Eerste Wereldoorlog aan bij het Franse leger in Libanon. Vanaf 1930 maakte hij carrière binnen de Troupes Speciales du Levant. In 1937 werd hij bevorderd tot luitenant-kolonel, in 1942 tot kolonel en bevelhebber van een uit 22.000 vrijwilligers bestaand regiment dat aan de zijde der Vrije Fransen vocht. Hij vocht met zijn troepen bij Bir Hakeim (Libië) en in andere delen van Noord-Afrika. In 1944, aan de vooravond van de Landing in Normandië, landde Shehab met zijn troepen in Italië om bij het front bij Monte Casino te vechten tegen de Duitsers. De al langer aan het front te Monte Casino strijdende militairen konden zo worden overgeplaatst naar Groot-Brittannië om vandaar uit naar Normandië te vertrekken. In 1945 werd hij, na het vertrek van de Fransen uit Libanon, bevelhebber van het Libanese leger. In 1949 werd hij bevorderd tot divisie-generaal.

## Optreden tijdens crises van 1952 en 1958
Shehab verwierf in 1952 bekendheid toen hij in september van dat jaar het bevel van president Beshara al-Khoury om met het leger een revolte tegen de regering te onderdrukken. Volgens Shehab was het de taak van het leger het land te beschermen tegen externe vijanden, en niet om politici in het zadel te houden. Na het aftreden van Khoury (18 september 1952) was Shehab interim-president van Libanon van 18 september tot 22 september, waarna Camille Chamoun tot president werd gekozen.
De parlementsverkiezingen van 1957 verliepen waarschijnlijk niet op democratische wijze, iets wat voor veel onrust zorgde onder de Libanese bevolking. De aanhangers van de president, premier Sami es-Solh, diverse ex-premiers en (voor de gelegenheid) Kamal Jumblatt vonden dat Chamoun zich opnieuw kandidaat moest stellen voor het presidentschap. Kort hierna ontsloeg president Chamoun enkele pro-Arabische ministers, waarna er een Arabisch nationalistische revolte uitbrak, die gesteund werden door Egypte. President Chamoun riep de hulp in van het leger, maar Shehab weigerde het leger in te zetten. Daarop deed Chamoun een beroep op de Amerikanen. Amerikaanse Mariniers landden op 15 juli 1958 in Libanon en na enige tijd werd de opstand onderdrukt. De Amerikaanse diplomaat Robert Daniel Murphy wist ervoor te zorgen dat Chamoun in juli 1958 aftrad.

## Presidentschap
Met het aftreden van Chamoun was de weg vrij voor nieuwe presidentsverkiezingen. Shehab stelde zich kandidaat en werd op 31 juli 1958 tot president gekozen. Shehab was aanvaardbaar voor zowel moslims als christenen. Voor de moslims was hij vooral aanvaardbaar omdat hij noch in 1952 noch in 1958 het leger liet interventiëren. Daarnaast was hij voor de VS en Egypte aanvaardbaar. Vanaf het begin van zijn presidentschap streefde hij naar harmonie tussen moslims en christenen. Hij regeerde echter wel met harde hand, gesteund door het leger en de geheime dienst. Hij zorgde ervoor dat de PLO (Palestijnse Bevrijdingsorganisatie) zich niet verder kon bewapenen. Shehab voerde enkele belangrijke sociale en economische hervormingen door die tot doel hadden de positie van de staat te versterken. Hij wantrouwde de politieke elite en de Zaïm (adellijke families) en was tegen het sectarisme. Hij was juist voorstander van een gematigd nationalisme.
In 1960 was Libanon gestabiliseerd en gaf hij te kennen te willen aftreden. Echter, zijn aanhangers wisten hem te bewegen om aan te blijven. In 1961 onderdrukte hij een poging tot staatsgreep van de Syrische Sociale Nationalistische Partij (SSNP), waarna hij de positie van de geheime diensten te versterken.
Shehabs buitenlandse politiek bleef prowesters, maar minder aanstootgevend voor de Arabische landen dan het buitenlandse beleid van zijn voorganger Chamoun. Zijn buitenlandse politiek was dusdanig gematigd dat de problemen met het Egypte van president Gamal Abdel Nasser sterk afnamen.
In 1964, aan het einde van zijn presidentschap, had Shehab kunnen besluiten tot een grondwetswijziging om zich opnieuw kandidaat te kunnen stellen voor het presidentschap. Hij koos er echter voor om af te treden en schoof Charles Helou naar voren als presidentskandidaat. Helou werd gekozen, maar Shehab had inmiddels zijn steun voor hem ingetrokken.
In 1970 steunde Shehab de kandidatuur voor het presidentschap van Elias Sarkis, die echter niet werd gekozen. De Nationale Vergadering koos met één stem verschil voor de anti-Shehabistische Suleiman Franjieh. Pas in 1976 werd Sarkis gekozen. Shehab was enkele jaren eerder op 71-jarige leeftijd overleden.

## Shehabisme
De aanhangers van Shehab, die afkomstig waren uit diverse confessionele groepen in Libanon, noemden de politiek van Shehab het Shehabisme. Het Shehabisme streeft naar een gematigd niet-sectarisch nationalisme.